# Dialetti dell'Abruzzo

I dialetti abruzzesi (I) nel sistema dei meridionali intermedi

Con l'espressione dialetti d'Abruzzo si definiscono le varietà linguistiche romanze parlate nella regione italiana dell'Abruzzo. Tale territorio non si presenta unitario dal punto di vista linguistico, in quanto dette varietà appartengono a due gruppi diversi delle lingue italoromanze:
- il dialetto sabino, che appartiene al continuum dei dialetti italiani mediani o italiano centrale
- il gruppo abruzzese dei dialetti italiani meridionali identificati anche come lingua napoletana o napoletano-calabrese.

## Distribuzione geografica
L'isoglossa fondamentale (indebolimento delle vocali atone) che serve, secondo la più parte degli autori a distinguere i dialetti italiani meridionali da quelli mediani attraversa l'Abruzzo, partendo da Campotosto, toccando le frazioni dell'estrema periferia della città dell'Aquila, cioè Assergi (già ascrivibile però al dominio abruzzese), Camarda, Paganica e Pianola, per poi scendere più a sud ed attraversare alcune frazioni di Avezzano, cioè San Pelino, Antrosano e Cese, fino a giungere intorno a Canistro al confine con l'area laziale centro-settentrionale. 

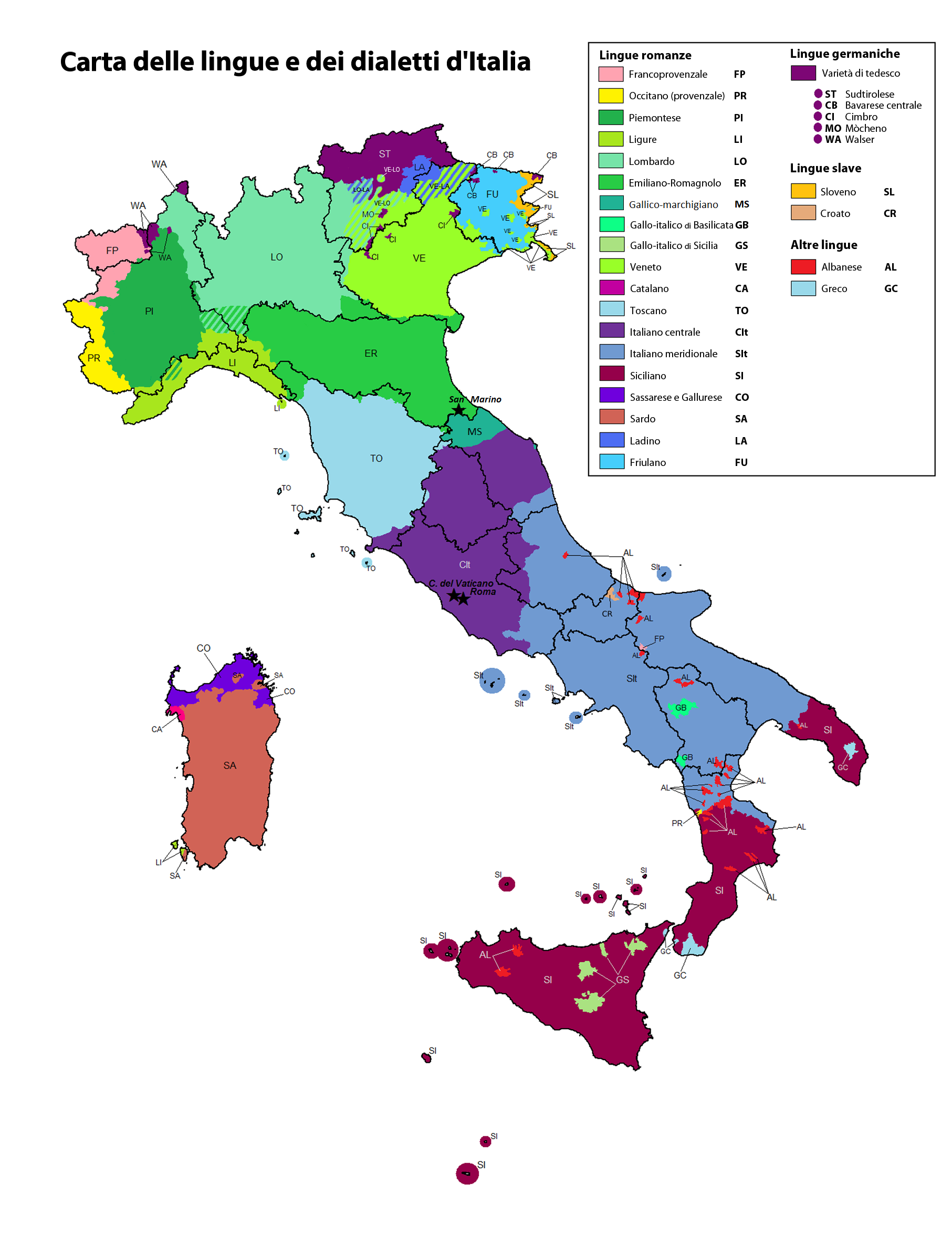
Raggruppamenti delle lingue e dei dialetti d'Italia

Come detto, i dialetti d'Abruzzo possono essere suddivisi in due gruppi, a loro volta articolati in otto aree complessive.

### Gruppo sabino
Copre l'area sud-occidentale della regione e sconfina in Lazio, articolandosi nelle seguenti zone:
- Aquilano-Reatina, nell'antico contado amiternino, cioè a nord e ad ovest della città dell'Aquila, essa inclusa, salvo la frazione di Assergi, che però linguisticamente parte da Accumoli, nel reatino, comprende la valle del Velino, con i centri di Amatrice, Antrodoco, Cittaducale, fino ad inoltrarsi, con alcune variazioni, in tutta la provincia di Rieti[6] ed in minima parte di quella di Terni;
- Carseolana, attorno a Carsoli fra la Marsica e la valle dell'Aniene (Lazio);
- Tagliacozzana, limitato a Tagliacozzo e alle località del suo circondario (Castellafiume, Scurcola Marsicana), ed esteso fino alle frazioni periferiche di Avezzano (San Pelino, Antrosano e Cese). Il confine dialettale passa all'interno del comune di Rocca di Mezzo) e il secondo, ad est della città dell'Aquila, a partire dalla frazione di Assergi, e a Bagno (antico contado forconese).

Tratto qualificante di questo gruppo dialettale è la conservazione delle vocali finali atone. In particolare nel dominio reatino-aquilano, area tradizionalmente conservativa, viene tuttora mantenuta la distinzione fra -o ed -u finali, a seconda dell'originaria matrice latina: ad esempio all'Aquila si ha cavaju per "cavallo" (latino volgare *CABALLU(M)), ma scrio per "io scrivo" (lat. volg. *SCRĪBŌ). Ad occidente del suddetto dominio si estendono le parlate dei Piani Palentini, con centri di irradiazione quali Carsoli e Tagliacozzo, la cui punta più a sud, a contatto con l'area abruzzese della Marsica, è San Pelino, frazione di Avezzano: a ridosso dell'area laziale, queste parlate sono caratterizzate dalla confluenza delle vocali originali latine -u ed -o nell'unico esito -o (cavajo, fijo), ma come il sabino possiedono il medesimo sistema vocalico, fonetico e morfologico. Questi dialetti appartengono al continuum linguistico mediano assieme ai confinanti dialetti dell'Umbria e del Lazio, privo di confini interni apprezzabili.

### Gruppo abruzzese
Il gruppo italiano meridionale è diffuso nelle aree:
- Abruzzese adriatica, relativamente omogeneo fino alla dorsale appenninica, parlato nel grosso delle province di Teramo, Pescara e Chieti, che presenta le maggiori differenze nel campo della pronuncia vocalica, al punto che può essere ulteriormente suddiviso in:
  - teramano-atriano (tra Rocca Santa Maria, Campli, Sant'Omero, Martinsicuro, Isola del Gran Sasso e Silvi)
  - vestino (tra Città Sant'Angelo, Penne, Cepagatti e Spoltore e nell'alta Valle del Fino in provincia di Teramo)
  - pescarese (a Montesilvano e Pescara, con influssi presso le generazioni più giovani di Francavilla al mare e San Giovanni Teatino)
  - teatino, con le suddivisioni: 
    - chietino occidentale (con isocronismo sillabico completo, tra San Giovanni Teatino, San Valentino in Abruzzo Citeriore, Guardiagrele e Fara San Martino)
    - chietino orientale (tra Francavilla al mare, Ortona, Ripa Teatina, Miglianico, Bucchianico e Crecchio)

  - lancianese (tra San Vito Chietino, Fossacesia e Casoli, ossia nella Frentania settentrionale)
  - vastese (tra Casalbordino, Carunchio e il torrente Sinarca in Molise, comprendente quindi anche i paesi di Montenero di Bisaccia e Petacciato), con isocronismo parziale; il vastese - diffuso anche nei comuni molisani adriatici settentrionali - nella fonetica e nella grammatica può essere considerato come un primo passo di digradazione dall'abruzzese al pugliese, che diviene più accentuato nei paesi costieri molisani e pugliesi compresi tra i fiumi Sinarca e Fortore (quindi nella Frentania meridionale), a sud del quale si giunge al pugliese vero e proprio;
- Marsicana, parlato a Celano ed Avezzano dove la somiglianza con il napoletano è forte a causa degli scambi economici documentati tra le città durante il Regno di Napoli attraverso la via per Sora (es. giovane ad Avezzano vajiule, a Napoli guaglione), e parlato nella zona fucense della Marsica, nei paesi del Parco Nazionale d'Abruzzo ed estendendosi a settentrione fino all'Altopiano delle Rocche;
- Peligna, parlato nel circondario di Sulmona e nell'area pescarese appena ad est delle gole di Popoli (Tocco da Casauria), suddiviso, come si vedrà più tardi, in Peligno occidentale, che conserva la -a finale, e in Peligno orientale, che la indebolisce ad -e e presenta metafonesi di -a. Anche in questo dialetto è forte l'influenza napoletana con diversi lemmi praticamente identici (uaglione per "ragazzo", puparuole/peparuole per "peperone", ecc.);
- Teramano-Ascolana, sistema di dialetti parlati al confine tra Marche ed Abruzzo, al confine fra le province di Teramo e Ascoli Piceno; formano il gruppo dei dialetti abruzzesi settentrionali.[4] L'ascolano presenta alcuni tratti in comune coi dialetti marchigiani centrali, appartenenti al sistema italiano-mediano;
- Vibratiana, una sottovariante di transizione tra ascolano e teramano contraddistinta da forti peculiarità fonetico-lessicali e limitata ai centri di Civitella del Tronto, Nereto, Corropoli e Colonnella;
- Altosangrina, dialetto circoscritto nell'area compresa tra Castel di Sangro, Roccaraso, l'Altopiano delle Cinquemiglia, la Bassa Marsica e sconfina in Molise nella zona dell'Alto Volturno in provincia di Isernia. La caratteristica principale è la metafonesi della -e.[7]

Numerose sono le aree di transizione, per lo più coincidenti con zone conservative e arcaicizzanti della provincia dell'Aquila come le aree attorno a Sulmona e Barisciano. Nella Valle Roveto penetrano forme linguistiche vicine ai dialetti campani, seppur con differenti strutture ed inflessioni.

## Fonetica

### Vocalismo
|             | Anteriore | Centrale | Posteriore |
| ----------- | --------- | -------- | ---------- |
| Alta        | i         |          | u          |
| Medio-alta  | e         | ə        | o          |
| Medio-bassa | ɛ         | ə        | ɔ          |
| Bassa       |           | a        | ɑ          |

Il sistema vocalico dei dialetti abruzzesi di tipo meridionale (salvo rare eccezioni) comprende nove fonemi:  /i, e, ɛ, ə, a, ɑ, ɔ, o, u/, due in più di quello italiano. Questo sistema vocalico è pressoché compatto dalla Provincia di Teramo, dove tuttavia è più ampio il numero di eccezioni (a cominciare dallo stesso capoluogo), a quella di Chieti, passando per la Provincia di Pescara, nel cui capoluogo è tuttavia assente il suono /ɑ/, e per la parte meridionale della Provincia dell'Aquila. Nel dettaglio avremo:
- Il grafema ⟨a⟩ indica nella maggior parte dei casi due differenti suoni (brevi o lunghi): /a/, comune all'italiano, ed /ɑ/ (talvolta anche /ɑ̃/), assente nella lingua italiana. In alcuni dialetti, specialmente quelli della provincia teramana, è presente un ulteriore suono /ɒ/. Il primo suono dell'area vasta si presenta a contatto con tutte le consonanti, tranne "m" ed "n", dove tramuta in /ɑ/: si avrà allora cajole [ka'jo:lə] "gabbia", patte ['pattə] "patto"; con m ed n invece nate ['nɑ:tə] "nato", lambe ['lɑmbə] "lampo". Pertanto, se si avesse una a del primo tipo in inizio parola, come ache ['ɣa:kə] "ago", se fosse presente l'articolo indeterminativo, questa diventerebbe del secondo tipo: n'ache ['nɑ:kə] "un ago". Per quanto riguarda le /ɑ̃, ɒ/, prendendo come esempio il dialetto di Carpineto della Nora avremo magnà [mɑɲ'ɲɑ̃] "mangiare" mentre in quello di Giulianova avremo frådde ['frɒddə] "freddo".
- Il grafema ⟨e⟩ indica tre suoni distinti, due comuni alla maggior parte dei sistemi romanzi, /e, ɛ/ corrispondenti rispettivamente alle vocali italiane "é" ed "è", ed uno, tipico delle parlate del Meridione d'Italia, /ə/ noto come scevà o "e muta". In diversi dialetti, come quello teramano è presente un ulteriore suono, /ɜ/ simile ad uno scevà più marcato. Fornendo degli esempi: méte ['me:tə] "mietere", ècche ['ɣɛkkə] "qui" per le vocali comuni ai dialetti abruzzesi, mentre per /ɜ/ avremo a Giulianova veve ['vɜ:və] "vivo" o a Castiglione Messer Marino, cuppeine [ku'ppɜjnə] "mestolo".
- Il grafema ⟨i⟩ indica come in italiano standard il fono /i/ in gran parte delle parlate regionali. Alcuni dialetti tuttavia presentano anche il suono /ɪ/, così a Carpineto della Nora si avrà uine ['wɪnə] "vino" o a San Valentino in Abruzzo Citeriore si avrà cuçì [ku'ʃɪ] "così".
- Il grafema ⟨o⟩ indica come in italiano i foni /o, ɔ/.
- Il grafema ⟨u⟩ indica /u/, comunemente pronunciata come nell'italiano. Una eccezione è il dialetto di Loreto Aprutino, dove può essere anche /y/, come nel nome del paese stesso Luréte [ly're:tə].

### Consonantismo
|               | Bilabiali | Labio- dentali | Dentali/ Alveolari | Post- alveolari | Palatali | Velari |
| ------------- | --------- | -------------- | ------------------ | --------------- | -------- | ------ |
| Nasali        | m         |                | n                  |                 | ɲ        | ŋ      |
| Occlusive     | p b       |                | t d                |                 | c ɟ      | k ɡ    |
| Affricate     |           |                | t͡s d͡z              | t͡ʃ d͡ʒ           |          |        |
| Fricative     |           | f v            | s z                | ʃ ʒ             |          | ɣ      |
| Vibrante      |           |                | r                  |                 |          |        |
| Laterali      |           |                | l                  |                 | ʎ        |        |
| Approssimante |           |                |                    |                 | j        | w      |

Nei dialetti abruzzesi vigono le stesse regole della geminazione della lingua italiana. Un'eccezione è rappresentata dal suono /ʃ/ il quale, se intervocalico, non sempre è geminato: caçe ['ka:ʃə] "formaggio" contro casce ['kaʃʃə] "cassa". Tale suono inoltre rappresenta l'esito della consonante s davanti a t, d, al gruppo ch e talvolta davanti alla sola c velare: stracche ['ʃtrakkə] "stanco", sdejune (nel quale però /ʃ/ muta in /ʒ/) [ʒdə'ju:nə] "colazione, rottura del digiuno", schéfe ['ʃke:fə] "spicchio d'aglio", arescarà [ɣarəʃka'ra] "sciacquare".
A differenza dell'italiano, l'abruzzese presenta un solo allofono della nasale /n/ ossia /ŋ/. Questa compare esclusivamente davanti alla consonante velare /ɡ/ in quanto si ha sempre la sonorizzazione della /k/ davanti alla nasale /n/: manghe ['mɑŋgə] "manco". L'assenza dell'altro allofono italiano /ɱ/ è dovuto invece all'assimilazione dei gruppi nf ed nv rispettivamente in mb ed mm: "confine" passa a cumbine, "invidia" passa a 'mmidie; inoltre parole inizianti per f e v se precedute da n presentano lo stesso fenomeno: 'mbacce per "in faccia", 'mmocche per "in bocca" (vocche in dialetto).
Ulteriore differenza tra italiano ed abruzzese è la presenza della fricativa velare /ɣ/. Questa è riscontrabile: in posizione intervocalica invece della occlusiva sonora /ɡ/; davanti a parole inizianti per /g/ o per vocale; tra vocali non formanti un dittongo: fegure [fə'ɣu:rə] "figura", gatte ['ɣattə] "gatto" e ècche ['ɣɛkkə] "qui"; mahéstre [mɑ'ɣeʃtrə] "maestro".
La s intervocalica, a differenza dell'italiano, è espressa esclusivamente mediante la sorda /s/: case ['ka:sə] "casa". Per quanto riguarda il suono /z/, esso compare solo davanti ad una consonante sonora (che non sia d): sbaje ['zba:jə] "sbaglio".

### Metafonesi
Questo fenomeno colpisce le vocali toniche é, è, ó, ò (chiuse/aperte) del sistema romanzo comune, quando la vocale finale della parola originaria latina è i oppure u. In particolare, ciò avviene per i sostantivi e gli aggettivi maschili singolari (terminazione latina -um) e plurali (terminazione latina -i), rispetto ai corrispondenti femminili singolari e plurali (terminazioni -a, -ae).
La metafonesi è tipica dell'Italia centro-meridionale, che include le Marche fino alla provincia di Macerata, l'Umbria al di qua del Tevere con Spoleto, Foligno, Terni, e la Sabina fino alle porte di Roma. Invece nel toscano, così come nell'italiano standard, la metafonesi non esiste. L'Abruzzo adriatico costituisce una zona a sé stante, in quanto vi si presenta solo la metafonesi da i finale. Gli esiti delle vocali alterate sono diversi a seconda della zona, tuttavia si può dire che dal punto di vista fonetico la metafonia abruzzese sintetizza i processi di elevazione linguale del tipo sardo e napoletano.
Di norma, la é e la ó passano rispettivamente a i e u. Facendo qualche esempio tratto dalla parlata di Ortona (Chieti), si ha così: nìre "neri", ma nére "nero", e gelùse "gelosi", ma gelóse "geloso". Le vocali aperte è, ò possono invece avere due esiti differenti. Il primo tipo di metafonesi, talvolta detto "sabino" perché tipico - tra le altre zone - della Sabina ivi compresa L'Aquila, prevede la chiusura di dette vocali a é, ó. Così, all'Aquila si ha: bégliu 'bello', ma bèlla 'bella', e bónu 'buono', ma bòna 'buona'. L'altro tipo di metafonesi è quello "napoletano" o "sannita", tipico di larga parte dell'Italia centro-meridionale. Esso prevede la dittongazione; generalmente con esito ié, uó. Nel dialetto napoletano si ha per esempio: viécchje "vecchio", ma vècchja "vecchia", e nuóve "nuovo", ma nòva "nuova". Molto spesso il dittongo è ritratto sul primo componente, e così l'esito metafonetico diventa ì, ù. Ciò accade, limitatamente alla metafonesi da -i, ad esempio a Pescara: vìcchje "vecchi", o nùve "nuovi".
La situazione in Abruzzo è quanto mai complessa. Il tipo sabino è caratteristico della macroarea aquilana e di quella marsicano-aquilana orientale, incluse le città dell'Aquila e di Avezzano. La metafonesi sannita domina invece la macroarea peligna, con Sulmona stessa, e quella ascolana. Nell'Abruzzo adriatico, invece, si ha solo metafonesi da -i, di tipo sannita (così a Pescara, Chieti, Teramo, Lanciano, Vasto, Ortona). La situazione è in realtà più complessa di questo semplice schema, con diverse aree di transizione ed eccezioni motivate da particolarità storiche.
Questo perché l'Abruzzo interno è stato investito da due correnti linguistiche: una a metafonesi sabina, l'altra sannita. La prima ondata, proveniente dall'area umbro-laziale, si estese nei contadi amiternino, forconese e marsicano; la seconda, originaria della zona campano-molisana, interessò il contado valvense. Tale contado, prima della fondazione dell'Aquila, arrivava fino a Barisciano; in seguito si espanse in parte nell'area montana vicino a Sulmona - in quanto alle porte orientali del capoluogo peligno comincia una piccola area con metafonesi nuovamente sabina, ossia Marane (Frazione di Sulmona), Campo di Giove e Pacentro - per poi traboccare oltre le gole di Tramonti, toccando alcune località montane dei contadi pennese e chietino.
Successivamente alla fondazione della diocesi aquilana, la metafonesi sabina riconquistò la zona dell'altopiano peltuinese e della valle del Tirino, oltrepassando Forca di Penne fino a Sant'Eufemia a Maiella, ma non intaccò le aree montane più conservative.
Infine, la metafonesi sannita solo da -i si è probabilmente propagata più tardi rispetto alle precedenti, ed ha interessato l'intera area adriatica per la presenza dell'asse della Salaria ascolana.
La tesi di un'antica metafonia da -u nella fascia adriatica, sostenuta dal Rohlfs, non è accettabile; ciò perché i pochi casi riscontrabili sono dovuti o da altri fattori, come la palatalizzazione per consonanti contigue (ad esempio in decìmbre "dicembre"), o per evitare omofonie e confusioni semantiche, come in trappite "treppiede". Anche le forme ùoje "oggi" e uògne "ogni" del dialetto di Castelli, da cui ùje e ùgne del pescarese-chietino, derivano non da metafonesi bensì da un gruppo fonetico o un suono palatali.

#### Metafonesi di-a
La metafonesi di -a limitatamente alle finali in -i, assente nel sistema sabino, è un fenomeno da ritenere coevo alla metafonia di -e ed -o; infatti non è pensabile che un sistema vocalico si modifichi soltanto in parte. Suddetta metafonia è caratteristica dei dialetti abruzzesi, da cui quindi dev'essere partita, diffondendosi a nord nel territorio ascolano (inscindibile dall'area teramana) e, secondo il Rohlfs, anche a occidente nel Lazio meridionale (Arpino, Castro dei Volsci). In tal modo l'Abruzzo occidentale s'è congiunto con l'area tirrenica.
I risultati sono quanto mai vari: e nel gruppo occidentale, ì (con un timbro intermedio tra é e i) in quello orientale, ia nell'alto Sangro, a Pescocostanzo, nel Piano di Navelli, nell'alto chietino e in parte del Molise. Il fenomeno è evidente particolarmente sul versante adriatico, vale a dire il Teramano-Atriano, il Pennese-Pescarese con le aree di Forca di Penne e della Valle d'Orta, il Chietino occidentale ed orientale, il Lancianese e il Vastese.
Come esempio, si può prendere la varietà dialettale di Chieti, in cui si ha: lu bardasce "il bambino", ma li bardisce "i bambini"; parle "io parlo, egli parla", ma pirle "tu parli" ecc. Talvolta, specie nell'area abruzzese-occidentale, per effetto dell'isocronismo sillabico, il timbro si è uniformato agli esiti di -e: aperto in sillaba chiusa e chiuso in sillaba libera. Come per esempio, a Guardiagrele si ha lu cane "il cane", li chéne "i cani", ma lu panne "il panno", li pènne "i panni".
Inoltre in alcune aree, come a Popoli Terme, per armonizzazione vocalica -a metafonizza anche in posizione atona: lu cavàglie "il cavallo" ma li chevèglie "i cavalli", lu scarpare "il calzolaio" ma li scherpére "i calzolai" ecc.

#### Metafonesi dei femminili
In tutto il dominio chietino-pescarese sono molto diffusi i plurali femminili del tipo: bèlle "bella", bìlle "belle"; cundènde "contenta", cundìnde "contente"; iumènde "giumenta", iumìnde "giumente" ecc. In genere si può dire che in questa zona i femminili metafonizzano come i maschili e ciò presuppone che il plurale latino -ae, risolvendosi nella vocale indistinta -e, ha acquistato il timbro di -i, come è rilevabile nella parlata chietina, in cui -e nel contesto della frase è un chiaro -i: quattri cuse per "quattro cose", sandi Rocche per "San Rocco", tótti ddó per "tutt'e due".
Non bisogna inoltre dimenticare che nei testi volgari aquilani delle origini era ampiamente documentata la metafonia delle vocali chiuse é, ó dei nomi femminili: in Buccio di Ranallo (XII-XIII secolo) troviamo infatti billizi per "bellezze", nonché i plurali dei nomi femminili in -ione, come presciuni per "prigioni".
Nei dialetti moderni della provincia dell'Aquila si hanno esempi di metafonia dei nomi femminili anche per -e, come nell'aquilano del contado térri per "terre".

#### Aree metafonetiche
- Area sabina - Nel dominio reatino-aquilano-carseolano-tagliacozzano, attestatosi su un vocalismo a quattro gradi, in cui -u finale si continua o si è conguagliata in -o, la metafonesi è determinata dalle vocali finali -u ed -i: ad esempio all'Aquila si ha paése, ma al plurale paìsi, mòrta ma al maschile mórtu, apèrta ma apértu e così via.
- Area peligna - Le parlate dell'area peligna metafonizzano, come quelle sabine, date -u ed -i finali, utilizzando però la cosiddetta metafonesi "napoletana" o "sannita": perciò per le vocali aperte è, ò è prevista la dittongazione, generalmente con esito ié, uó, mentre per le chiuse é, ó vi sono i rispettivi esiti i, u. Così a Sulmona si ha vìdeve "vedovo" ma védeve "vedova", e sùocere "suocero" ma sòcere "suocera", apìerte ma apèrte e così via.
- Area adriatica - La zona adriatica, a livello metafonetico, si caratterizza dalle due precedenti perché metafonizza solo dato -i: così a prescindere dalla pronuncia chiusa o aperta delle vocali mediane, gli esiti metafonetici sono sempre ì per è, é e ù per ò, ó. Così si ha mòrte per "morto, -a" e mùrte per "morti" e bèlle per "bello, -a" e bìlle per "belli".

#### Metafonesi verbale
In tutto il dominio abruzzese la -i delle desinenze verbali della seconda persona provoca metafonia per tutte le vocali, tranne per -à nell'area aquilano-cicolano-carseolana, nella quale questa vocale non è soggetta a metafonesi.
Così in base agli esiti delle vocali sottoposte a metafonia si possono individuare le seguenti aree:
- Area aquilana: tu crìi "tu credi", ma ji créo " io credo", tu perduni "tu perdoni" ma issu perdóna "egli perdona" ecc.
- Area peligna: tu mègne "tu mangi" ma je màgne "io mangio", tu mùove "tu muovi" ma je mòve "io muovo" ecc.
- Area adriatica: tu mìgne "tu mangi" ma je màgne "io mangio", tu mùve "tu muovi" ma je mòve "io muovo" ecc.

Anche la desinenza -as, che in Abruzzo dovette passare per tempo a -is, produce metafonia: ad esempio all'Aquila si ha issu èra per "egli era" ma tu iri per "tu eri", e così nel resto della regione je ère o ére "io ero" e tu ìre o ahìre "tu eri" a seconda dei luoghi.
La desinenza -o della prima persona singolare non produce metafonia in alcuna zona, tuttavia in certi verbi si verifica un fenomeno che può apparentemente essere di natura metafonetica. In realtà si sta trattando di anafonesi, dovuto al nesso N+G: così a Sulmona si hanno le forme vìenghe, stìenghe e dìenghe per "vengo", "sto" e "do", le quali nel Teramano-Pescarese e nel Vastese suonano come vìnghe, stìnghe e dìnghe, e nel Lancianese vénghe, sténghe e dénghe. Diversamente nel dialetto di Chieti si ha solo stìnghe "sto"; mentre le altre due forme sono vènghe "vengo" e dènghe "do", senza dunque metafonesi.

### Isocronismo sillabico
Buona parte del sistema vocalico romanzo comune è stato successivamente alterato, in alcune zone, da una corrente linguistica. Essa ha provocato l'apertura in è, ò delle vocali chiuse é, ó in sillaba complicata (sillaba terminante in consonante) e la contemporanea chiusura in é, ó delle vocali aperte è, ò in sillaba libera, ovvero nelle sillabe che terminano con la vocale stessa. Questo fenomeno può essere anche soltanto parziale, limitato cioè alla sola chiusura delle toniche aperte in sillaba libera. Alcuni esempi, tratti dal dialetto di Pettorano sul Gizio (L'Aquila) poiché presenta l'isocronismo sillabico in maniera completa, sono i seguenti: strèt-ta "stretta", ròs-cia "rossa" ma né-ra "nera", pé-dë "piede".
Se si parte dalla considerazione che l'isocronismo fu un'innovazione delle zone centrali della Romània e se si tiene conto del carattere conservativo del vocalismo dell'area sabina, è da supporre che l'isocronismo deve aver subìto un duplice destino: le zone più conservative, come quella reatino-aquilana, in seguito alla maggiore coscienza delle qualità vocaliche d'origine, non hanno operato mutazione; mentre le aree periferiche, come quella adriatica, con minore sensibilità ai tipi vocalici del latino popolare di Roma e con l'incapacità di distinzione dei timbri, hanno operato dei conguagli indifferentemente, nel senso dell'apertura e della chiusura.
L'isocronismo è un fenomeno diffuso a partire dai centri montani vicino a Sulmona e sul versante adriatico dalla città di Chieti; inoltre esso non dovrebbe avere relazioni con le analoghe situazioni presenti in Puglia, giacché l'area isocronica, che continua quella abruzzese nel Basso Molise, si interrompe attorno al fiume Biferno per, poi, riprendere più a sud. Nelle zone di origine del fenomeno vige ancora la situazione isocronica completa.
Nel Chietino, sono centri con isocronismo completo: Chieti, da cui forse dovette originarsi, Casalincontrada, Pretoro, Guardiagrele, Orsogna, Giuliano Teatino, Canosa Sannita e la bassa valle del Pescara (Manoppello, Scafa, San Valentino in Abruzzo Citeriore fino a Caramanico Terme): in tali centri è parlato il cosiddetto chietino occidentale, che appare come area di saldatura fra l'abruzzese orientale-adriatico e quello occidentale. L'area isocronica parziale invece include, ad esempio, i territori di Bucchianico, Fara Filiorum Petri, Rapino, Tollo, Vacri, Filetto (area orientale del Chietino), Lanciano, Ortona, Vasto, San Salvo, e lungo la Val Pescara, Tocco da Casauria, Bolognano, ecc.
A nord fiume Pescara, nell'area vestina, vigono situazioni di isocronismo parziale (Penne, Pianella, ecc.), che convivono con altre senza isocronismo (Città Sant'Angelo, Alanno), e ad altre ancora a vocali aperte (Farindola). Vocali aperte presenta la maggior parte della Provincia di Teramo, salvo i due centri meridionali di Bisenti e Castelli, che hanno isocronismo parziale, e la maggior parte dei comuni della Val Vibrata (Sant'Egidio alla Vibrata, Nereto, ecc.), che presentano una pronuncia analoga a quella ascolana. L'area a vocali aperte si estende più a sud lungo la costa a Montesilvano, mentre la città di Pescara risultava un tempo divisa in due centri urbani, di cui il primo (Castellammare Adriatico) era appartenente alla provincia di Teramo ed aveva pertanto una pronuncia aperta, mentre il secondo (Pescara) era parte della provincia di Chieti e pertanto seguiva le condizioni isocroniche dell'allora capoluogo. Attualmente la città di Pescara ha subito una forte urbanizzazione con l'afflusso di persone dalla più svariata provenienza, per cui la realtà linguistica attuale risulta notevolmente stravolta: infatti, accanto a locutori più tradizionali che mantengono ancora le antiche pronunce, ve ne sono altri che assumono pronuncia più italianizzante, ossia senza aperture o isocronismo.
In alcuni casi, gli effetti dell'isocronismo interagiscono con quelli dei frangimenti delle vocali toniche (vedi sotto). In altri casi, come nel Teramano, l'esito residuale di antichi frangimenti vocalici può essere percepito come equivalente all'isocronismo.

### Frangimenti delle vocali toniche
Questo fenomeno consiste nell'alterazione delle vocali toniche tanto nell'apertura quanto nel timbro, dando luogo a svariati esiti, dittonghi, palatalizzazioni ecc. Il risultato è quella "babele" linguistica che spesso porta a ritenere assolutamente diversi i dialetti di centri vicini che magari, ad un'analisi più scientifica, presentano invece caratteristiche del tutto simili. Inoltre, questo tratto dialettale è spesso avvertito dagli stessi parlanti come "arcaicizzante" e quindi sconveniente rispetto a parlate più regolari e perciò più "moderne". In alcuni centri, in cui pure si è manifestato in passato, è stato pertanto dapprima reso facoltativo, poi del tutto rimosso.
È probabile che la causa genetica della grande varietà delle differenziazioni vocaliche abruzzesi debba essere ricercata nella forza di contrasto fra l'accento dinamico dell'italico e l'insensibilità dei parlanti alla quantità latina. Il sostrato italico, cioè, venuto a contatto con la quantità latina, non recepibile in un sistema fonologico qualitativo, per ragioni di difesa, poté aver rafforzato la sua natura esplosiva e aver dunque promosso il frangimento vocalico, allungando le vocali fuori posizione, predisponendone la chiusura, e abbreviando quelle in sillaba chiusa, avviandole al timbro aperto.
Il fattore primo e determinante del frangimento è da ricercarsi nella scissione delle vocali atone, che ha comportato la loro non funzionalità e, conseguentemente, la pronuncia intensa delle vocali toniche: così la disposizione degli abruzzesi tende a dare primaria importanza alla vocale tonica, che a sua volta condiziona ogni altro fonema, e fa sì che la sua estrema apertura determini il suo sconfinamento nelle vocali del grado successivo. Infatti un dato tipico delle vocali abruzzesi, e specialmente quelle della fascia adriatica, che ha recepito un diverso tipo di latinità non legato a quella popolare di Roma, è la scarsa compattezza, che si evince proprio dagli esiti a cui sono pervenute.
Le diverse tipologie di frangimenti possono essere raggruppati in poche categorie. Un primo tipo di classificazione riguarda le sole vocali chiuse in sillaba libera, mentre una seconda categorizzazione concerne, incondizionatamente, tutte le toniche chiuse. Un esempio di sistema vocalico del primo tipo è quello di Roccascalegna (Chieti), nel quale le vocali é, ó, e anche ì, ù, in sillaba libera, vengono dittongate: nèire "nera", ma strétte "stretta"; gelàuse "gelosa", ma rósce "rossa"; fòile "filo", ma rìcche "ricco"; mèure "muro", ma brùtte "brutto".
Come esempio del secondo tipo si può prendere Cellino Attanasio (Teramo), dove é, ó si aprono a ò, à molto larghe (quest'ultima velare), tanto in sillaba libera che complicata: pòle "pelo" e stròtte "stretto"; gelàse "geloso" e ràsce "rosso".
Talvolta, i due tipi di frangimenti sono entrambi presenti per via di due correnti linguistiche non contemporanee. Casi tipici sono Vasto, Monteodorisio e Quadri (Chieti), dove prima si fransero le é, ó originarie, e poi anche quelle risultanti da isocronismo sillabico in sillaba libera: nàire "nero" e stràtte "stretto"; gelàuse "geloso" e ràsce "rosso"; fèile "filo" e rècche "ricco"; mìure "muro" e brìtte "brutto"; néuve "nuovo".

### Indebolimento delle vocali atone
È sicuramente una delle caratteristiche più vistose, e più note anche ai meno esperti, dei dialetti centro-meridionali. In tutte le parlate dell'Abruzzo, eccetto in quelle della macroarea aquilana e delle propaggini più occidentali della Marsica, le vocali atone (non accentate) tendono a confluire nell'unico esito "neutro" ə.
Questo fenomeno inizia a manifestarsi a Assergi (frazione dell’Aquila), Picenze (frazione di Barisciano), nel contado forconese a Bagno e Rocca di Cambio e nella Marsica fucense, già a Avezzano, Luco dei Marsi e Balsorano.
In questi luoghi, nella metà occidentale dell'area peligna, nella zona ascolana e teramana settentrionale la a in posizione finale rimane esclusa da questo fenomeno, mentre nell'Abruzzo adriatico anch'essa confluisce nel suono neutro.
Tuttavia, nell'area intorno alla città dell'Aquila alcune voci della terminologia pastorale di genere maschile hanno esito in uno scevà (-e), anziché in -u, come jupe per "lupo", fume per "fumo". Quasi sicuramente si tratta di una -e del dominio abruzzese che è penetrata in quello aquilano. Tale evento isolato non può essere considerato come "prova" per dimostrare che un tempo anche il dialetto aquilano-reatino appartenesse verosimilmente all'area delle vocali indistinte, e che successivamente siano state ripristinate le vocali finali originarie ad opera dei pastori abruzzesi per contatto coi pastori laziali, durante il periodo di transumanza nella campagna romana. Inoltre, ipotizzando per assurdo che ciò appena detto fosse realmente accaduto, allora proprio i termini legati al mondo della pastorizia avrebbero visto il ripristino della vocale finale atona. In ogni caso,ci sono documenti del '200 e successivi, in cui viene smentita tale ipotesi.r
È da notare che poi le città di Teramo e di Sulmona si pongono in una situazione intermedia. Nella Valle Peligna corre un'isoglossa che divide - come già detto - prima un'area occidentale in cui si conserva la -a (la cosiddetta Peligno-occidentale con Acciano, Raiano, Introdacqua e Bugnara) ed una orientale (ovvero l'area Peligno-orientale con Campo di Giove, Pacentro, Pratola Peligna e Popoli Terme), la quale conguaglia la -a ad -e. Infine, lungo l'Alto Sangro, l'isoglossa in questione segue il confine provinciale, con Ateleta che conserva -a e Gamberale che già l'assimila ad -e.

### Palatalizzazione
La palatalizzazione di l e ll davanti a i e u originarie latine non riguarda tutta l'Italia centro-meridionale, ma solo una sua porzione, prevalentemente l'area appenninico-tirrenica e rivolta a sud. Consiste nella palatalizzazione dei nessi li, lu, lli, llu che normalmente hanno come risultato ji, ju, gli, gliu. Altri esiti particolari sono quelli cacuminali della Valle d'Orta (ghju, ddu ecc.) e della Valle del Sagittario in passato (zzu); entrambi ampiamente studiati.
La palatalizzazione è il fenomeno che distingue le parlate dei contadi novertino e reatino da quelle aquilane. Queste ultime presentano infatti palatalizzaziono, per esempio all'Aquila gli articoli maschili sono ji e ju, mentre le prime ignorano tale fenomeno, cosicché a Rieti gli articoli sono li e lu. La Marsica è uniformemente interessata dalla palatalizzazione, mentre l'area Peligna è attraversata dall'isoglossa che divide le due zone, così come per la perdita di -a. L'Abruzzo adriatico e l'Ascolano, a parte alcune aree montane, non conoscono palatalizzazione.

### Altri fenomeni
La palatalizzazione: i nessi formati da occlusiva + l si sono normalmente palatalizzati come in italiano: bianco da *BLANCU(M), chiave da *CLAVE(M), piano da *PLANU(M), fiume da *FLŪME(N). In certi casi, però, alcuni nessi si sono conservati con l e addirittura rafforzati a pr, br, fr ecc. Ma tale fenomeno è guizzante sul territorio, e non se ne può tracciare un areale geografico. Invece nel lembo meridionale dell'Abruzzo si trova eco dell'esito *PL > kj che è diffuso nell'Italia meridionale.
L'approssimante palatale ha inoltre contribuito a creare dei segmenti palatalizzati diversi nell'abruzzese rispetto all'italiano: in particolare il nesso latino *PJ, che in italiano è rimasto immutato, viene reso per mezzo dell'affricata postalveolare sorda: APIU(M) acce (o lacce) "sedano", SEPIA(M) sècce "seppia"; *BJ, nuovamente conservato in italiano, viene ad essere totalmente assimilato dalla approssimante: RABIE(M) raje "rabbia", *HABIO (da HABEO) aje "ho".
La caduta di v- in posizione iniziale e spesso anche intervocalica è un fenomeno tipico dell'Aquilano. Nelle frazioni dell'Aquila si ha ad esempio l'àlle 'la valle'.
La propagginazione consiste nell'inserimento della sillaba tonica, immediatamente prima della vocale accentata, della u o i della sillaba precedente, in genere quella degli articoli maschili singolare e plurale. Il fenomeno si presenta quasi sempre limitato alla sola u, ed ha un areale guizzante. Facendo un esempio tratto dalla parlata di Calascio (L'Aquila), si ha càne "cane", ma ru cuàne "il cane".
Fenomeni generali, comuni all'intera Italia centro-meridionale sono l'assimilazione di lat. volg. MB, ND in mm, nn, come in sammuche "sambuco", mónne "mondo"; la sonorizzazione delle consonanti dopo n, m ed anche di s dopo r, come in fónde "fonte", càmbe "campo", órze "orso", e la resa -r- del nesso latino volgare -RJ-.

## Morfologia

### Sostantivi
In questi tutti i dialetti, i sostantivi sono maschili o femminili. Il neutro romanzo, anche detto "neutro di materia", interessa alcune aree, soprattutto nell'aquilano. Ad esempio, nei dieletti mediani, forme come lo pà(ne), lo vì(no) sono in opposizione al maschile ju quatrànu. Nei dialetti ad etimologia meridionale, soprattutto nella Valle Peligna ed in alto Sangro, si ha egualmente la presenza di sostantivi neutri per alcune tipologie di parole come lə panə, lə vinə che però subiscono l'indebolimento (o la scomparsa) della vocale àtona.
Le forme del plurale dei sostantivi rimangono quelle del romanzo comune: -i per i nomi maschili, -e per quelli femminili. Ma la -i dei maschili ha provocato il fenomeno della metafonesi, che si riflette sulla vocale tonica precedente. Nei dialetti dove le vocali atone finali si sono indebolite e confluite nell'unico esito e, la metafonesi resta così l'unico marchio del plurale.
Non mancano tuttavia le eccezioni per quel che riguarda la formazione del plurale, la più diffusa delle quali è definita plurale alla latina, riguardante, originariamente, i soli sostantivi neutri *TEMPORA (tempi), CORPORA (corpi). Questo fenomeno è ancora ampiamente presente in molti paesi dell'Abruzzo: a Palena lèttere "letti", téttere «tetti», a Castiglione Messer Marino làupera "lupi", cheàsera "case", a San Salvo màmmere "mamme".
Si noti la particolare formazione del caso vocativo, ottenuto troncando tutte le sillabe successive a quella tonica (se la sillaba tonica è chiusa, cade la consonante terminale).
Es.: professóre (professore) > professò' (professore!)

### Pronomi ed aggettivi
Come in buona parte dell'area centro-meridionale, i dialetti abruzzesi sono caratterizzati da ènclisi dell'aggettivo possessivo (ad esempio, pàtreme 'mio padre', sòrete 'tua sorella').
La tripartizione dei dimostrativi è anche un fenomeno comune. Ad esempio, a Ortona si hanno stu 'questo', chelù 'quello' e ssu 'codesto'. La tripartizione riguarda anche gli avverbi di luogo; sempre ad Ortona, si hanno ècche 'qui', èlle 'lì', ma anche èsse 'costì' (lontano da chi parla, vicino a chi ascolta). Un'alternativa al tipo èlle è lóche, diffuso nell'aquilano-chietino.
Il pronome personale soggetto di 3ª persona è dappertutto il tipo isso (varianti ésse, ìssu, ecc.)

### Verbi
Per i tempi passati, è più ampio l'uso che si fa del passato prossimo rispetto al remoto, tanto per eventi lontani quanto per quelli vicini. Così a Pescara si dirà indifferentemente: Quanne tenèje dic'anne so' ite a Melane, "quando avevo dieci anni andai a Milano" e mandemane nin so' ite a fatià, "stamattina non sono andato al lavoro".
Esistono tuttavia, specie nell'interno della regione, sacche più conservative che fanno ancora uso del passato remoto. A Castiglione Messer Marino le stesse frasi saranno: Quanne tenòeva dic'eànne jive a Melène e maddemèna nen so' jéute a fatejeà.
Oltre alla conservatività nell'uso, balza all'occhio anche quella della forma, del tutto simile al perfetto del latino, così, nello stesso paese, il passato remoto si coniugherà:
- jive "ivi" (andai)
- jiste "ivisti/isti" (andasti)
- jètte "ivit/iit" (andò)
- jèmme "ivimus/iimus" (andammo)
- jèste "ivistis/istis" (andaste)
- jèttene "iverunt/ierunt" (andarono)

Il condizionale presente si presenta secondo due forme: l'una, più antica, è rappresentata dall'aquilano mangiarrìa 'mangerei' e deriva dall'infinito + imperfetto del verbo avere; la seconda riprende invece il congiuntivo imperfetto, ad esempio magnésse 'mangerei', ma anche 'mangiassi'. La seconda forma tende a rimpiazzare la prima dappertutto. Sono attestate forme ancora più arcaiche, derivate dal piuccheperfetto indicativo; ad esempio, a Trasacco putìre 'potresti', fatigarìme 'lavoreremmo', o nell'alto vastese vevére "berrebbe", magnéra "mangerei".
Oltre le tante somiglianze con l'idioma napoletano, netta è la differenza, invece, nell'utilizzo del presente progressivo. Infatti mentre nei dialetti campani è comune l'uso del modello sto (essere) + gerundio, nell'area abruzzese è esclusivamente utilizzata la forma progressiva avente come ausiliare il verbo andare di tipo vado (andare) + gerundio. Il gerundio in abruzzese (con poche eccezioni) - a differenza del napoletano - modifica la seconda vocale da "a" ad "e" (es. cantando in napoletano diventa cantanne mentre in abruzzese muta in cantènne). Non sempre, però, le due forme verbali sono equiparabili in maniera diretta tant'è che nei casi in cui non è possibile utilizzare il presente progressivo con il gerundio, nel dialetto abruzzese si sostituisce il gerundio con l'infinito del verbo nella forma sto (essere) + a + infinito dove l'infinito è spesso troncato della sillaba finale (cfr. in napoletano stongo cantanne in abruzzese può diventare vaje cantènne o più diffusamente stènghe/stinghe/stienghe a canta'). Analogo paragone è possibile fare per il passato progressivo con l'ausiliare nel tempo imperfetto.

## Sintassi
Fenomeni comuni all'area centro-meridionale sono l'accusativo preposizionale (salùteme a ssòrete 'salutami tua sorella'); l'impopolarità del futuro sostituito dall'indicativo presente (dumàne le fàcce 'domani lo faccio')
¨
Per esprimere un rapporto durativo, sono diffuse due forme. La prima, comune a tutta l'area centro-meridionale consiste nel costrutto andare + gerundio (ad esempio, va purtènne la pòste 'va portando la posta'). La seconda forma, tipica dell'Abruzzo e delle regioni limitrofe, utilizza il costrutto stare + infinito (ad esempio, che sta a ddìce? 'che sta a dire?').
Molti dialetti d'Abruzzo e delle regioni limitrofe presentano essere come ausiliare dei verbi transitivi, con l'eccezione della 3ª e della 6ª persona (ad esempio, a Crecchio séme cercàte 'abbiamo cercato', séte cercàte 'avete cercato').
L'accordo participiale è particolare; si ha accordo fra soggetto e participio piuttosto che fra participio ed oggetto (ad esempio, nu le séme fìtte lu pàne 'noi lo abbiamo fatto il pane', laddove fìtte mostra metafonesi dal plurale in -i).
Caratteristico è l'uso del pronome arbitrario-impersonale nóme, ad esempio in nóme dìce ca jè bìlle 'dicono che sono belli'. Questo nóme è un pronome che non ha corrispondenti in altri dialetti italiani oltre al sardo. Questa caratteristica costruzione sintattica è tuttora molto diffusa a Vasto, dove il pronome impersonale usato è l'ome, ad esempio l'ome dèice a maje 'dicono a me'.
Da rimarcare un particolare fenomeno che interessa la zona di Ortona e Lanciano, nonché della Val Vibrata (Corropoli), per cui all'ausiliare essere viene agganciato il pronome. Esempio: "Solle fatte chelà cose", ovvero "L'ho fatta quella cosa".

## Lessico
Alcuni esempi di opposizioni lessicali fra aree omogenee:
- il ragazzo: uaglione (tutto Abruzzo; con varianti nell'aquilano)
- il bambino: tipo bardasce (Abruzzo adriatico, anche Marche), tipo quatranu/quatrane/quatrale (Abruzzo chietino-aquilano interno)
- frechino (Teramano, Marche), cìtele (Pescarese-Chietino), quatranettu (Aquilano)
- fandelle (m.s.), fandalle (f.s.), fandill' (pl.) = bambino, bambina, bambini -Fano Adriano-
- it. "testa": tipo capoccia (Marsica), ciocca( Valle Roveto), coccia (resto d'Abruzzo), opp. ad es. a testa (Marche, Sicilia, Settentrione), capo,-a (Meridione, Lombardia, Toscana)

Tali differenze sono dovute al fatto che l'Abruzzo ha subito due diversi tipi di romanizzazione: infatti nel territorio adriatico furono immessi da Silla numerosi coloni, mentre nell'area occidentale la romanizzazione avvenne o con contatto diretto con Roma, come nel caso della Marsica, per ragioni di scambi commerciali, o attraverso amministratori romani o locali istruitisi a Roma.
Numerose le forme derivate dal latino parlato, molte delle quali ormai però usate solamente dalle generazioni più anziane: pecùre! per "guarda, sta attento" (diffuso ancora ad Archi (comune)) da PONE CURAM, espressione analoga all'altra, temé, diffusa nell'aquilano, e tammènde nel Molise e nell'Abruzzo meridionale teatino da TENE MENTEM, ajùnete! a Moscufo o aìnete a L'Aquila per "sbrigati" da AGINARE, nzuràrese per "sposarsi" da *(I)N-UXORAR(E)-SE e pàstene per "vigna giovane" a Sulmona;
ancora ampiamente adoperate sono invece le espressioni lessicali derivate dal latino classico: cràje per "domani" usato nel territorio abruzzese solo nell'alto Sangro, ma poi compatto in territorio molisano, pate e mate per "padre" e "madre", sempre nell'alto Sangro, néngue per "nevicare" da NINGERE, diffuso in tutta la regione, con il participio passato néngete da cui il femminile in uso a Scanno col valore di "nevicata", bévete participio passato per "bevuto" da BIBĬTUM, pahése per "campagna" da PAGENSE, PAGUS, zóde a Castiglione Messer Marino per "fermo" da SOLĬDUM, mò per "adesso", tipico di tutto il centro-meridione, da MODO e fecìerene (marsicano) da FECĒRUNT, contro l'italiano "fécero" da *FECĔRUNT.

### Prestiti lessicali
Numerosi i termini che il dialetto abruzzese ha recepito da altre lingue, come nell'antichità quella araba, tedesca, francese e spagnola, e, in tempi più recenti, quella inglese d'America, da parte degli emigrati di ritorno nei paesi d'origine.

#### Arabismi
Possono essere penetrati direttamente, durante le numerose incursioni sulle coste, bardasce per "bambino", diffuso nell'area adriatica pescarese-chietina, ma non nel teramano, che ha fregì, e nel peligno, che risponde con quatràle, la cui diffusione raggiunge l'aquilano e la vallata del Velino fino a Rieti, territori soggetti alle incursioni arabe, e harbìne o harbì nel teramano e lancianese, in uso esclusivamente nei dialetti costieri e collinari, ma non nell'aquilano e nel sulmonese, dove si ha per derivazione romanza, rispettivamente sciróccu e sceròcche.
Non sono penetrati "albicocca", che non ha soppiantato precòche (dal latino PRECOQUUS), "arancia", che non ha rimpiazzato purtuàlle, "melanzana", che non ha sostituito mulegnane, mentre "carciofo" ha avuto l'adattamento in scarciòfe, -fene. Infine in alcune aree limitate fino alla generazione precedente era in uso cangarre per "oggetto mal ridotto", dall'arabo ḥangar "pugnale ricurvo".

#### Germanismi
La dominazione longobarda in Abruzzo, durata dal 571 all'880, ha lasciato traccia in numerosi toponimi, come ad esempio Scurcola Marsicana, Monte Scurcola, (da una radice skalk-);Guardiagrele (da ward-); Fara Filiorum Petri e Fara San Martino (dal sostantivo fara); Pescosansonesco, Serramonacesca, Notaresco e l'etnico cevetésche con cui si denominano gli abitanti di Civitella del Tronto (dal suffisso -iskus); Civitaretenga (dal suffisso -ingus). Come per le altre varietà dialettali e per lo stesso italiano standard, l'influenza longobarda si è avuta anche nel lessico delle varietà abruzzesi: alcuni esempi sono i verbi arraffà per "afferrare con violenza" da HRAFFON; gualàne o ualàne per "bovaro, bifolco", da WALD; làppe per "orlo", da LAPPO; prétele o prètola per "sgabello" da PREDIL; stinganà per "malmenare" da SKINKO "stinco"; trescà per "trebbiare" da THRISKAN; sparagnà per "risparmiare" da SPARANJAN ; zìnne per "mammella" da ZINNA.

#### Francesismi
Tanto l'avvento dei Normanni nell'XII secolo quanto l'instaurazione del regno di Gioacchino Murat nell'epoca napoleonica in Italia meridionale portarono ad un notevole arricchimento del vocabolario nelle terre conquistate, in misura ben maggiore di quanto fatto dalla precedente occupazione longobarda. A titolo di esempio: adaccià per "tritare il lardo" da HACHIER, bascùjje per "stadera" da BASCULE, buàtte per "barattolo" da BOÎTE, ciavàrre per "capretto" o "giovane pecora" da CHEVREL, ciummenìre per "camino" da CHEMINÉE, ciamòrre per "raffreddore" da CHAMOIRE (a sua volta dal latino CAMORIA), dammàgge,-àjje per "danno" da DOMMAGE, mbrundà per "dare in prestito" da EMPRUNTER, rùe per "viottolo" da RUE, sciàsse per "giubba" da (HABIT DE) CHASSE, spìngule per "spilla" da ÉPINGLE.

#### Iberismi
Dal 1441, con la conquista di Napoli da parte dell'aragonese Alfonso V, sino al 1713, con la pace di Cateau-Cambrésis, eccettuata la breve parentesi di Luigi XII, l'Abruzzo fu parte, assieme alle altre regioni del Mezzogiorno, dei domini delle corone iberiche in Europa. Questo periodo, così prolungato, ha evidentemente arricchito di nuovi vocaboli le varie parlate del Regno di Napoli. Dal catalano si avranno: addunarse per "accorgersi" da ADONAR-SE, ammujìne per "fastidio" da AMOÏNAR-SE (sp. AMOHINAR), arrendà per "affittare" da ARRENDAR, muccature per "fazzoletto" da MOCADOR (presente anche nello spagnolo), nzertà per "comprimere" da ENCERTAR. Più ricco il contributo dato dallo spagnolo: apprettà per "stringere, incalzare" da APRETAR, attrasse per "ritardo, arretrato" da ATRASAR, ciappe per "fermaglio" da CHAPA, mazzamurre per "vigliaccio" da MAZAMORRA, muciglie per "sacco" da MOCHILA, ndruppecà per "inciampare" da TROPICAR (antico castigliano), ngarrà per "indovina" da ENGARRAR, paliàte per "botte, percosse" da APALEAR, ramajétte per "mazzolino di rami o fiori" da RAMILLETE, sbuffettone per "schiaffo" da BOFETÓN, strafalàrje per "perditempo" da ESTRAFALARIO, ufàne per "vanitoso" da UFANO.

#### Americanismi
Nell'effettivo, l'influenza varia da località a località; infatti, gli anglismi in questione sono legati indissolubilmente alla migrazione ed alla emulazione dei fonemi e lemmi che erano in uso nella loro permanenza negli USA. Purtroppo questi fonemi sono legati soltanto ad alcuni aspetti fondamentali dell'approccio alla lingua, per ragioni di scarsa padronanza del parlato straniero. Esempi di tal genere si ritrovano perlopiù in frase chiave per l'inizio di una discussione come: "Damme 'na djarre\giarre de vine!" (riferendosi il lemma djarre\giarre a jar, giara, brocca) o "Weilò, Maifrè!" (rarissimo e riscontrabile principalmente solo nelle zone spopolate durante la prima migrazione del novecento) o "Li tì la jabbe\jobbe?" (nel chietino si riscontra specialmente come sfottò ai compaesani italo-americani per la loro estroversione iniziale riferita solo all'argomento lavorativo); inoltre, vi sono altre esclamazioni come: samnabéicce! a Guardiagrele, o salmabbécce! a Francavilla al Mare per "figlio di buona donna!", marchètte per "mercato generale" e gèlle per "ragazza" a Introdacqua.

### Scambi lessicali
Essi sono notevoli, in particolare con l'altra sponda dell'Adriatico, e dimostrano sufficientemente l'esistenza di un dominio linguistico compatto e di una civiltà "adriatica" che si configura con suoi tratti qualificanti fin dalle origini.
Gli abruzzesismi principali passati all'altra sponda sono kaškavale, dall'abruzzese adriatico caçecavalle per "caciocavallo", kolandra "specie di allodola", come nel dialetto di Scanno colandra o nell'abruzzese orientale calandre, otarasiti se per "allontanarsi", dall'abruzzese addarassà.

### Italiano regionale dell’Abruzzo
L'abruzzese distingue due livelli linguistici: quello dialettale, che definisce "parlare sporco", e quello italiano, che chiama il "parlare pulito o cibato", mentre parlà giargianese significa "parlare una lingua straniera", e perciò incomprensibile. Nell'ambito delle parlate locali, l'abruzzese distingue e ha coscienza della differenza tra il proprio dialetto e quello dei paesi vicini.

#### Dialettalismi
A livello fonetico l'abruzzese anche di media cultura, parlando italiano, si lascia inconsciamente sfuggire i seguenti errori di pronuncia, tipici del dialetto: 1) rendendo i nessi -nt-, -mp-, -ns-, -nc- in -nd-, -mb-, -nz-, -ng-. Ad esempio, molti pronunciano dende, gambagna, penza, ingenzo, mangare (rispettivamente per dente, campagna, pensa, incenso, mancare), ma agli italofoni che si controllano accade di inciampare negli ipercorrettismi di questo genere: uncere, manciare, quanto per "quando", ecc; 2) raddoppiando le consonanti scempie: accellerare, commara, barrella, burrattino, o scempiando le vocali doppie: matutino, matone, machina, capuccino, inferiata, ecc; 3) riducendo la palatale schiacciata "gl" nella laterale "l": D'Azelio e viceversa Itaglia, oglio; 4) usando l'aspirata sonora in iato o in voci che iniziano con le vocali a-, o-: idega per "idea", Ganna per "Anna", gotto per "otto"; 5) pronunciando in maniera palatalizzata s+t ed s+chia, -chio, -chiu: quešto, vešte, šchiavo, šchiaffo; 6) realizzando lo iato nei dittonghi: Chìéti, bùòno, cùòre, queštïóne; 7) nell'uso di forme verbali arcaiche come leggiavamo, sapavamo, e viceversa amevamo, parlevamo. Tuttavia nella grafia, che è controllata, è difficile che un abruzzese di media cultura cada in simili errori.
A livello lessicale hanno significato estensivo parole come pulito per "elegante", impressionato per "illuso, fissato", corto e lungo per "basso" e "alto" relativi a persona, restare o rimanere per "rimanere allibito, stordito, meravigliato", facciata per "pagina", sportelli per "scuri", fame per "appetito", giusto per "esatto". Oppure è accaduto che molti vocaboli abbiano perduto il significato originario, come villa per "giardino pubblico", premura per "fretta", angustiarsi per "inquietarsi", appurare per "sapere", calare per "scendere" e "portare giù", ecc.
A parte vanno considerati vocaboli che sono entrati nell'italiano, perché non vi è il corrispondente nella lingua nazionale: così centerba al femminile, che in italiano sarebbe "centerbe", oppure parròzzo con la "o" aperta pescarese anziché "parrózzo", scamorza per "mozzarella", stagione per "estate", ecc.
Gli abruzzesi che si controllano scambiano per dialettalismi vocaboli ed espressioni italiane, cercando di adoperare altri termini per evitare ogni possibile strascico dialettale: gli abruzzesi italofoni sono portati ad utilizzare anche troppo spesso e senza un giustificato motivo, dimenticare per "scordarsi", topo e non "sorcio", adirarsi e non "arrabbiarsi", mellone e non "melone", concesso e non "conceduto", perso e non "perduto".
Infine a livello morfosintattico, caratteristici sono l'uso neutro di lo (p.es. "l'acqua non lo bevo"), l'aggettivo per l'avverbio: "lo fa facile", anziché "facilmente", l'errato uso del riflessivo: "si ha mangiato un piatto di minestra", l'uso dell'indicativo invece che del congiuntivo: "a ora che viene" per "prima che venga", l'uso del verbo transitivo per l'intransitivo: "salire la sedia", "entrare il letto", "scendere qualcuno o qualcosa", l'uso dell'imperfetto nelle proposizioni secondarie dipendenti da un verbo di "dire" all'imperativo: "dì che andasse"; e infine l'uso dell'articolo al posto della preposizione semplice: "è andato alla scuola, alla messa", "ha preso la moglie", ecc.

## Ortografia
Non esiste un'unica regola ortografica per trascrivere l'abruzzese; tale mancanza è probabilmente dovuta al fatto che l'eredita letteraria scritta di questo dialetto è minima. Tra i poeti contemporanei che hanno prodotto testi originali in abruzzese sono da ricordare Cesare De Titta, Modesto Della Porta, Alfredo Luciani, Vittorio Clemente, Ottaviano Giannangeli, Luigi e Alessandro Dommarco, Pietro Civitareale,  Vittorio Monaco, Romolo Liberale, Giuseppe Tontodonati.
La caratteristica più vistosa del dialetto abruzzese è la presenza della e muta risultante dall'indebolimento delle vocali atone. Questo suono è indistinto, smorzato, ma non arriva mai alla soppressione totale della vocale. Spesso viene reso con una e. Questa e può essere soppressa nella scrittura se preceduta da una i tonica (allegrìe > allegri', Ddìe > Diì', vìe > vì'). I dialettologi propongono invece l'utilizzo del grafema ë. Altri, come Ernani Catena (dal vol. "Appunti di grammatica per scrivere il dialetto abruzzese" del 2008 collana "La cultura siamo noi" IRES-ABRUZZO) propone la 'e' non accentata quando non si pronuncia, e accentata quando si pronuncia es. "fenèstre". Inoltre la 'e' non si usa mai con il segno dieresi (la lingua madre (latino) non lo prevede, e non si sostituisce con l'apostrofo soprattutto all'interno della parola es. non si scrive "f'nèstr'" , poiché illeggibile, comunque la 'e' finale si mette sempre ma non si pronuncia.
Gli scritti in dialetto abruzzese comprendono spesso altre due lettere:
- la j (i lunga) che sostituisce l'italiano gli (ad es. pajàre) e raddoppia se preceduta da vocale tonica (ad es. pàjje 'paglia'); inoltre viene usata nel pronome (1.a persona) j' "io" e nei verbi pagare "pajà", faticare "fatijà", ecc.
- la ç (c con la cediglia) nelle parole che hanno un suono intermedio fra sci e ci, ad es. per distinguere fra caçe 'cacio' e casce 'cassa'.

Alcune alternanze nell'ortografia sono dovute alla particolare pronuncia di alcuni nessi consonantici, come:
- consonanti sorde precedute da m, n, ad es. càmpe/càmbe 'campo', vènte/vènde 'vento', ncòre/ngòre 'ancora', pènse/pènze '(io) penso';
- s davanti a t e d, talvolta scritta alla maniera introdotta da Finamore con il diacritico š , ad es. štanze, šdoppie, šdentate.

Come esempio di ortografia dialettale abruzzese, si riporta il testo della prima strofa della nota canzone Vola vola (Albanese-Dommarco, 1908).
Testo in ortografia popolare:
lu tempe belle de la cuntentèzze,
quande pazzijavàm'a vola vola
e ti cupré di vasce e di carezze.
E vola vola vola
e vola lu pavone;
si tie' lu core bbone
mo' fàmmece arpruvà.»
Testo in ortografia fonetica semplificata:
Vuléssë fà 'rvënì pë n'óra sóla/ lu tèmbë bbèllë dë la cundendézzë/ quànnë pazzijavàm'a volavólë/ e të cupré dë vàscë e dë carézzë./ E vola vola vola/ e vóla lu pavonë/ si tiè lu córë bbónë/ mó fàmmëcë arpruvà.
Testo in ortografia corretta:
Vulèsse f'arvenì pe' n'ora sola/lu tèmbe bbèlle de la cundendèzze,/quande pazzijavame a vvola vola
e tti cuprè di vasce e ddi carèzze.
E vola vola vola/ e vvola lu pavone/ si ttiè lu core bbone/ mo' fammece arpruvà.
Traduzione in italiano:
Vorrei far ritornar per un'ora sola/ il tempo bello della contentezza/ quando noi giocavamo a "vola vola"/ e ti coprivo di baci e di carezze./ E vola vola vola vola/ e vola il pavone/ se hai il cuore buono/ su fammi riprovar.

## Blasone popolare dei singoli dialetti
- Peculiare è la situazione nell'area vestina: molti centri distanti pochi chilometri fanno un uso totalmente diverso delle vocali. Caratteristico il dialetto di Penne che spesso sostituisce la "e" con la "o" (es. Pònne invece di Penne); il dialetto di Loreto Aprutino utilizza la "u" stretta (eu) (es. Luréte [Ly're:tə] invece di Loreto), e alla "o" pennese sostituisce una sorta di "e" gutturale con accentazione poco forte quasi centralizzata a schwa (me' [mɜ] per "me"); il dialetto di Montebello di Bertona che fa largo uso di "u" sostituendola ad altre vocali (es. Abbruzzùse invece di Abruzzesi, Mundubbèlle invece di Montebello); il dialetto di Città Sant'Angelo che fa largo uso di "è" sostituendola ad altre vocali (es. Chi sti fè? invece di cosa stai facendo?, jè invece di io, Ciù Sand'Agnele invece di Città Sant'Angelo). In tale area sono ricompresi anche i paesi dell'alta valle del fiume Fino in provincia di Teramo; in particolare, la sostituzione della "e" con la "o", insieme a quella della "a" con la "e" (es.: patène invece di patate, chèse in luogo di casa), si ritrova nel dialetto di Bisenti.
- L'area teramana dev'essere stata uno dei centri di irradiazione dei frangimenti vocalici, al punto che essi sono ancora riscontrabili presso la parlata delle persone anziane finanche nella stessa città di Teramo, e di altri centri importanti, come Giulianova: in particolare nel capoluogo provinciale le originarie ĭ ĕ ē latine hanno prodotto esiti decisamente particolari diversi a seconda dei vocaboli: così "doménica" (lat. domĭnica) ha dato dumàneche, ma "fréddo" (lat. frĭgidus) ha dato frådde ['frɒddə], cioè con un suono intermedio tra la "a" e la "o" ma più vicino alla prima, "quéllo-a" (lat. ĭllum-a) ha dato quàlle, "perché" (composto derivato dalla radice quĭd) ha dato invece peccò, come pure "tré" (lat. trēs) suona come trò, ecc. Anche la palatalizzazione di a deve aver avuto origine in questo territorio, risultando del tutto indipendente da quella romagnola: sempre proponendo esempi di Teramo, pare che dall'originaria ă sia derivato è (sènde da sănctum), mentre da ā si è prodotto un suono intermedio tra la "a" e la "e" che si potrebbe rendere graficamente con æ (ad es. štræde da strāta). Questo fenomeno nelle altre due provincie dell'Abruzzo adriatico è molto più limitato e riscontrabile ormai solo nei centri montani. Pare infatti che i frangimenti non siano mai esistiti a Pescara, Chieti e Lanciano.
- Caratteristici e originali sono i dialetti di Bussi sul Tirino (Pescara) e Pratola Peligna (L'Aquila): nel primo centro, evidente la similitudine alla lingua spagnola della "e" di congiunzione che assume la forma di "y" (cfr. mù y ttù ovvero io e te) oltre alla trasformazione in -aune del suffisso italiano -one (mataune per mattone), presente pure a Pratola anche se con suffisso "-eune". Tra l'altro, la "y" di congiunzione è possibile trovarla in altri dialetti limitrofi e della Valle Peligna (Prezza). A Pratola Peligna e Lettomanoppello colpisce la pronuncia per i primi tre numeri (uno, due, tre), molto simile a quella francese, sia pure non derivi da quest'ultima (èune, ddèu, tròi per un, deux, trois).
- Facilmente riconoscibile è la parlata chietina, dalla caratteristica cadenza cantilenante, e dall'uso sistematico della -i finale in ogni parola seguita da un'altra iniziante per consonante: C'hanni fatte? per "Che hanno fatto?". È un fenomeno pressoché sconosciuto nel resto della regione, e forse in tutto il centro-meridione.
- Nel dialetto di Bucchianico (Chieti), che differisce notevolmemente da quello di Chieti malgrado disti solo 8 km, i pronomi personali "me" e "te" diventano maje e taje; gli infiniti in -are assumono la terminazione in -è (es. fare >fè, passare >passè, cercare >circhè, ecc.).
- Nel dialetto di Fara Filiorum Petri (Chieti) e dintorni è da rilevare il raddoppiamento della m nelle prime persone plurali dei verbi, fenomeno sconosciuto nei centri limitrofi (ce vedémme per "ci vediamo"), che poi si ritrova in modo più compatto nella Valle Peligna (tra Popoli Terme e Sulmona).
- Le vocali della zona pescarese-teramana hanno un suono piuttosto aperto, che curiosamente fa avvicinare la pronuncia di tali aree simile a quella calabrese-siciliana, mentre nella provincia di Chieti hanno suono chiuso, tanto da far sì che gli abitanti vengano scambiati per pugliesi anche dagli stessi corregionali.
- Nella coniugazione dialettale di più verbi andiamo a vedere che la radice del verbo non è uguale in tutte le persone. Esempio: vado - vajo, andiamo - jemo. Queste sono particolarità soprattutto della zona aquilana.
- In parte della provincia di Teramo, come a Montefino, molti verbi al passato remoto terminano con -ozze. Ad esempio, jozze (andò), arvinozze (ritornò). In altre zone della stessa provincia vi è la desinenza -oje. Ad esempio, fuzzoje (fu).
- Al di là delle influenze dovute alla comune dominazione borbonica, il dialetto di alcune zone è stato fortemente influenzato anche dalla transumanza che ha trasportato alcuni vocaboli dal tavoliere pugliese al dialetto abruzzese. Sorprendenti alcune definizioni pressoché identiche tra i dialetti dell'Altopiano delle Cinquemiglia e quelli del Subappennino dauno (es. fahùgne - dal latino favonius - usato sia a Rocca Pia (AQ) e sia a Troia (FG) per indicare il vento caldo e secco).
- La recente vocazione turistica dell'Alto Sangro ha inoltre portato un massiccio afflusso turistico in tali zone proveniente dalla Campania e da Napoli in particolare. I dialetti locali - come quelli di Roccaraso e Castel di Sangro - hanno subito una forte influenza da questa pacifica "invasione", denotabile soprattutto nel lessico giovanile che a volte si tinge di note campane, relativamente distanti dal dialetto storico altosangrino.